# 黄帝紀元
黄帝紀元（こうていきげん）とは、中国人の先祖とされる伝説上の帝王黄帝に基づき、清朝末に創始された紀元。「黄紀」ともいう。紀年法としては黄帝紀年（こうていきねん）という。

## 概要
光緒29年（1903年）、劉師培は『国民日日報』に「黄帝紀年論」を発表し、年号制に反対し、同時に康有為ら変法派が主張した孔子紀年にも反対した。劉師培は黄帝誕生の年を紀元とすることを主張し、1903年を黄帝紀元4614年とした。
しかし、生卒年は文献上で一致する年がないため、宋教仁は黄帝即位の年とされる癸亥の年を紀元とすることを主張し、1904年を黄帝紀元4602年とした。中国同盟会の機関誌『民報』を始めとして革命派の雑誌はこれを採用した。
武昌蜂起（辛亥革命）が起こり、中華民国湖北軍政府が成立すると、清朝の年号である宣統を廃止して黄帝紀元を採用、宣統3年（1911年）を黄帝紀元4609年とした。各省政府もこれに応じたが、共和政府樹立の議論の中で黄帝紀元は帝王在位に基づく紀年法であって民主共和の精神にそぐわないとの意見が出された。
孫文が中華民国臨時大総統の地位に就くと、黄帝紀元4609年11月13日（1912年1月1日）を中華民国元年元旦とすると通達し、黄帝紀元の使用は停止された。

## 西暦との対照表
- 『中国近代史詞典』附録「辛亥革命期間所用黄帝紀年対照表」等による

| 西暦       | 1903年 | 1904年 | 1905年 | 1906年 | 1907年 | 1908年 | 1909年 | 1910年 | 1911年 |
| 干支       | 癸卯   | 甲辰   | 乙巳   | 丙午   | 丁未   | 戊申   | 己酉   | 庚戌   | 辛亥   |
| 『民報』   |        |        | 4603年 | 4604年 | 4605年 | 4606年 | 4607年 | 4608年 | 4609年 |
| 『黄帝魂』 | 4614年 | 4615年 | 4616年 | 4617年 | 4618年 | 4619年 | 4620年 | 4621年 | 4622年 |
| 『江蘇』   | 4394年 | 4395年 | 4396年 | 4397年 | 4398年 | 4399年 | 4400年 | 4401年 | 4402年 |